# ليزلي إم. بالم
ليزلي إم. بالم (بالإنجليزية: Leslie M. Palm)‏ هو ضابط أمريكي، ولد في 14 أكتوبر 1944 في ماريسفيل في الولايات المتحدة.